# Compare
Compare (Compare Island), también conocida como  Capare, es una isla situada en Filipinas, adyacente a la de Busuanga, isla que forma parte del grupo de Calamianes.
Administrativamente forma parte del barrio de  San Isidro  del municipio filipino de tercera categoría de Busuanga perteneciente a la provincia  de Paragua en Mimaro,  Región IV-B.

## Geografía
Isla Busuanga es  la más grande del Grupo Calamian situado a medio camino entre las islas de Mindoro (San José) y de Paragua (Puerto Princesa), con el Mar de la China Meridional a poniente y el mar de Joló a levante. Al sur de la isla están las otras dos islas principales del Grupo Calamian: Culión y  Corón.
Bac Bac se encuentra en la bahía de Gutob que se abre al  Mar de la China Meridional, tiene aproximadamente 5.300 metros de largo, en dirección norte-sur, y unos 1.500 metros en su línea de mayor anchura.
Situada al junto a Isla Calauit, dista escasos 500 metros de la costa de Nueva Busuanga, sitio de Santa Rita, y 1.400 metros del cabo Detobetabet o Detobet Point que cierra la bahía.
Al norte de esta isla se encuentra el fondeadero de Jutob (Jutob Anchorage) compartido con la isla de Bac Bac situada a unos 560 metros de distancia. La isla de se Talampulán encuentra situada 1.130 metros a poniente, forma parte del barrio de Panlaitán (Panlaytan).
Islotes adyacentes son los de Manolaba, 30 metros al este; Manolebeng, 790 metros al este; Talanpetán, 160 metros al sur; y Mapadolo, 610 metros al sur.

### Entidades de población
En esta isla se encuentran los sitios de Capare, Tapic y Talampetán.